# Velké Losiny zastávka
Velké Losiny zastávka – przystanek kolejowy w Velkich Losinach, w kraju ołomunieckim, w Czechach Znajduje się na wysokości 415 m n.p.m.
Na przystanku nie ma możliwości zakupu biletów, a obsługa podróżnych odbywa się w pociągu. 

## Linie kolejowe
- 293 Šumperk - Kouty nad Desnou/Sobotín